# Dichocrocis evaxalis
Dichocrocis evaxalis là một loài bướm đêm trong họ Crambidae.